# Radio Songs
Top Radio Songs (conhecida também como Hot 100 Airplay ou apenas Radio Songs) é uma tabela musical publicada semanalmente pela revista norte-americana Billboard e mede a quantidade de reproduções de canções de todos os géneros musicais em estações de rádio norte-americanas seleccionadas. É uma das três componentes, juntamente com vendas (tanto físicas como digitais) e streaming, que determinam as posições de canções na Billboard Hot 100.

## Recordes de canções
| Nr. 2 - Madonna — "Erotica" (17 de Outubro de 1992) Nr. 4 - Mariah Carey com participação de Trey Lorenz — "I'll Be There" (30 de Maio de 1992) - Janet Jackson — "That's the Way Love Goes" (1 de Maio de 1993) Nr. 6 - Lady Gaga — "Born This Way" (26 de Fevereiro de 2011) Nr. 8 - Mariah Carey — "Fantasy" (9 de Setembro de 1995) Nr. 9 - Janet Jackson — "All for You" (17 de Março de 2001) - 228,9 milhões: "Blurred Lines" — Robin Thicke com participação de T.I. e Pharrell (31 de Agosto de 2013) - 225,9 milhões,: "Happy" — Pharrell Williams (12 de Abril de 2014) - 212,1 milhões: "We Belong Together" — Mariah Carey (9 de Julho de 2005) - 196,3 milhões: "Irreplaceable" — Beyoncé (20 de Janeiro de 2007) - 196,0 milhões: "All of Me" — John Legend (10 de Maio de 2014) - 192,5 milhões: "No One" — Alicia Keys (22 de Dezembro de 2007) - 189,8 milhões: "Uptown Funk" — Mark Ronson com participação de Bruno Mars (28 de Fevereiro de 2015) - 189,6 milhões: "Let Me Love You" — Mario (5 de Fevereiro de 2005) - 185,0 milhões: "Shape of You" — Ed Sheeran (29 de Abril de 2017) - 175,6 milhões: "Gold Digger" — Kanye West com participação de Jamie Foxx (22 de Outubro de 2005) Fonte: | 18 semanas - Goo Goo Dolls — "Iris" (1998) 16 semanas - No Doubt — "Don't Speak" (1996–97) - Mariah Carey — "We Belong Together" (2005) - Maroon 5 com participação de Cardi B — "Girls Like You" (2018) 14 semanas - Céline Dion — "Because You Loved Me" (1996) - Alicia Keys — "No One" (2007–08) - Panic! at the Disco — "High Hopes" (2018–19) Fonte: |